# Microsoft Dynamics NAV
Microsoft Dynamics NAV（旧称Navision）はマイクロソフト社製のERPパッケージの一つである。
Microsoft Dynamics NAVは、マイクロソフトが展開するMicrosoft Dynamicsシリーズの一製品である。財務管理、販売管理、仕入管理、倉庫管理、生産管理、サービス管理、リソース管理等の機能を備えており、世界195カ国で16万社以上の企業に導入され、270万人が利用中（2018年3月現在）。マイクロソフト製品であることから、OfficeやOutlookのマイクロソフト製品との連携が可能である。IFRS対応あり。従業員数5~500人程度の中堅、中小企業あるいは大企業の子会社管理向けソリューションとして位置づけられる。

## 歴史
1984年、本製品はデンマーク企業Navision Software A/Sにより開発された。
2000年、同社はAxapta（現Microsoft Dynamics AX）を所有するDamgaard A/S（1983年設立）と合併、NavisionDamgard A/Sを形成し、その後社名をNavision A/Sとした。
2002年7月11日、マイクロソフトがNavision A/Sを買収、新たにMicrosoft Business Solutions事業部を設立し、ERP製品及びCRMの販売を開始した。
2005年9月、マイクロソフトはERP製品のブランドをリニューアルし、同製品をMicrosoft Dynamics NAVの名称で販売開始、現在に至っている。
最新バージョンは2012年10月に発表されたMicrosoft Dynamics NAV 2013である。

## モジュール

### 財務管理
Microsoft Dynamics NAVの全ての機能の中心。
総勘定元帳、売掛金/買掛金管理、固定資産管理等、会計処理を効率化し、財務情報の多角的な分析を支援。

### マーケティング管理（CRM）
Microsoft Outlookの予定表や仕事、連絡先と連携し、強力な販売ツールとして企業の営業・マーケティング活動を支援。

### 販売/仕入管理
一括契約、直送、価格管理、納期回答、返品管理等の機能により、受発注業務を広くカバーしている。

### 在庫/倉庫管理
受発注管理、生産管理機能と密接に連携し、入出庫をはじめ倉庫内の空間利用の最適化、在庫管理活動を支援。

### 生産管理
BOMの作成をはじめ、生産オーダーの作成、生産計画の立案、スケジューリング、生産工程及び外注の管理など、生産管理に必要とされる基本機能をカバーしている。

### サービス管理
シリアル番号を追跡し、機器の保守・メンテナンスを実施するための機能を提供します。機器の保守契約管理を行うことも可能。

### リソース/プロジェクト管理
長期的なプロジェクト活動における原価計算の詳細計画と管理を行う。

### 従業員管理
社員の勤怠管理及び個人情報、資格情報、貸与品情報等の各種情報を管理する。

### システム管理
ユーザー権限設定、アプリケーションセットアップ、ログ明細管理等が可能。

### その他
多言語（126言語）、多通貨（無制限）、業種別ソリューション

## 競合製品
主な競合製品にはERP世界最大手である独SAPのERP製品群（「SAP S/4HANA」、「SAP Business All-in-One」、「SAP Business ByDesign」、「SAP Business One」）や米Oracleの「Oracle E-Business Suite」、ワークスアプリケーションズの「COMPANY」などがある。